# Air Moorea
Air Moorea S.A. è stata una piccola compagnia aerea regionale con sede a Papeete nell'isola di Tahiti nella Polinesia francese.

## Storia
La società iniziò le operazioni nel settembre 1968 con tre Piper PA-32 tutti di proprietà di M. G. Ravel. Venivano effettuati solo voli ad hoc e aero-taxi tra le numerose isole e isolette dell'area. Il 1° aprile 1969 si associò ad Air Tahiti, di cui divenne sussidiaria nel successivo gennaio. La flotta cresceva di dimensioni con l'adozione di Britten Norman BN 2 "Islander". Il 1° gennaio 1987 la vera svolta, con l'inizio di collegamenti di linea, quando assorbì la "seconda" Air Tahiti. Per meglio soddisfare questi nuovi impegni la flotta si arricchirà di De Havilland Canada DHC 6 "Twin Otter" e Dornier 228.
Il 9 agosto 2007 un DHC 6 con 19 passeggeri e un membro dell'equipaggio, partito dall'Aeroporto di Moorea e diretto all'Aeroporto Internazionale Faa'a di Tahiti precipitava in mare, provocando il decesso di tutte e 20 le persone a bordo.
L'incidente sembrò pregiudicare la vita della società che, nel novembre 2010, cessava i voli. L'anno seguente confluiva in Air Archiphels, la sussidiaria fondata nel 1995.

## Flotta
- 3 Twin Otter DHC6 da 19 posti